# Raymond Roche
Raymond Roche   (Oliulas, 21 de febrer de 1957) és un antic pilot de motociclisme occità que va destacar en competició internacional durant la dècada del 1980, al llarg de la qual va guanyar un Campionat del Món de Resistència (1981) i un de Superbike (1990). Roche és encara a data del 2024 un dels únics cinc europeus no britànics a haver guanyat mai el mundial de Superbike.

## Carrera esportiva
El 1981, Roche va guanyar conjuntament amb Jean Lafond el Campionat del Món de Resistència. Durant aquella època competia també als Grans Premis del mundial de motociclisme, on el seu millor resultat va ser el tercer lloc final darrere d'Eddie Lawson i Randy Mamola al campionat de 500cc de 1984. Un cop retirat dels Grans Premis, va competir al Campionat del Món de Superbike com a membre de l'equip de fàbrica de Ducati. Va guanyar el campionat el 1990 i va ser-ne subcampió els anys 1991 i 1992.

## Resultats al Mundial de motociclisme
Barem de puntuació de 1969 a 1987:
| Posició | 1  | 2  | 3  | 4 | 5 | 6 | 7 | 8 | 9 | 10 |
| Punts   | 15 | 12 | 10 | 8 | 6 | 5 | 4 | 3 | 2 | 1  |

Barem de puntuació de 1988 a 1991:
| Posició | 1  | 2  | 3  | 4  | 5  | 6  | 7 | 8 | 9 | 10 | 11 | 12 | 13 | 14 | 15 |
| Punts   | 20 | 17 | 15 | 13 | 11 | 10 | 9 | 8 | 7 | 6  | 5  | 4  | 3  | 2  | 1  |

(Ids. Grans Premis | Llegenda) (Curses en negreta indiquen pole; curses en  itàlica indiquen volta ràpida)
| Any  | Categoria | Moto   | 1       | 2       | 3       | 4       | 5       | 6       | 7       | 8       | 9       | 10      | 11      | 12      | 13      | 14      | 15    | Pos. | Pts |
| ---- | --------- | ------ | ------- | ------- | ------- | ------- | ------- | ------- | ------- | ------- | ------- | ------- | ------- | ------- | ------- | ------- | ----- | ---- | --- |
| 1976 | 250cc     | Yamaha | FRA Ret | NAT     | YUG     | IOM     | NED     | BEL     | SWE     | FIN     | CZE     | GER     | ESP     |         |         |         |       | NC   | 0   |
| 1977 | 350cc     | Yamaha | VEN     | GER     | NAT Ret | ESP     | FRA Ret | YUG     | NED     | SWE     | FIN     | CZE     | GBR     |         |         |         |       | NC   | 0   |
| 1978 | 250cc     | Yamaha | VEN     | ESP     | FRA 6   | NAT 8   | NED     | BEL Ret | SWE     | FIN Ret | GBR 3   | GER 8   | CZE 6   | YUG     |         |         |       | 11è  | 26  |
| 1978 | 350cc     | Yamaha | VEN     | AUT     | FRA 9   | NAT     | NED     | SWE     | FIN     | GBR Ret | GER     | CZE 10  | YUG     |         |         |         |       | 22è  | 3   |
| 1979 | 250cc     | Yamaha | VEN     | GER Ret | NAT DNQ | ESP     | YUG     | NED     | BEL     | SWE     | FIN     | GBR     | CZE Ret | FRA 11  |         |         |       | NC   | 0   |
| 1980 | 500cc     | Yamaha | NAT Ret | ESP     | FRA 11  | NED DNQ | BEL 12  | FIN 10  | GBR 14  | GER     |         |         |         |         |         |         |       | 23è  | 1   |
| 1981 | 500cc     | Suzuki | AUT DNS | GER 15  | NAT 15  | FRA Ret | YUG     | NED     | BEL     | SM      | GBR     | FIN     | SWE     |         |         |         |       | NC   | 0   |
| 1982 | 500cc     | Suzuki | ARG     | AUT     | FRA Ret | ESP     | NAT 11  | NED 10  | BEL Ret | YUG     | GBR     | SWE     | SM      | GER     |         |         |       | 28è  | 1   |
| 1983 | 500cc     | Honda  | RSA 7   | FRA Ret | NAT 6   | GER 7   | ESP Ret | AUT Ret | YUG Ret | NED 9   | BEL DNS | GBR     | SWE 8   | SM 7    |         |         |       | 10è  | 22  |
| 1984 | 500cc     | Honda  | RSA 2   | NAT 3   | ESP 3   | AUT 6   | GER 5   | FRA Ret | YUG 3   | NED 2   | BEL 3   | GBR Ret | SWE 2   | SM 2    |         |         |       | 3r   | 99  |
| 1985 | 500cc     | Yamaha | RSA Ret | ESP 5   | GER 13  | NAT 7   | AUT 10  | YUG 6   | NED Ret | BEL 5   | FRA 2   | GBR 6   | SWE 8   | SM 4    |         |         |       | 7è   | 50  |
| 1986 | 500cc     | Honda  | ESP 6   | NAT Ret | GER 7   | AUT Ret | YUG 7   | NED 6   | BEL Ret | FRA Ret | GBR 6   | SWE 5   | SM 5    |         |         |         |       | 8è   | 35  |
| 1987 | 500cc     | Cagiva | JPN 10  | ESP Ret | GER Ret | NAT 9   | AUT Ret | YUG 5   | NED Ret | FRA Ret | GBR     | SWE     | CZE Ret | SM Ret  | POR Ret | BRA Ret | ARG 5 | 13è  | 15  |
| 1988 | 500cc     | Cagiva | JPN Ret | USA Ret | ESP 11  | EXP Ret | NAT 9   | GER     | AUT     | NED     | BEL     | YUG Ret | FRA DNS | GBR Ret | SWE 15  | CZE Ret | BRA   | 20è  | 13  |
| 1989 | 500cc     | Cagiva | JPN     | AUS     | USA     | ESP     | NAT DNS | GER     | AUT     | YUG     | NED     | BEL     | FRA Ret | GBR     | SWE     | CZE     | BRA   | NC   | 0   |
| 1991 | 500cc     | Cagiva | JPN     | AUS     | USA     | ESP     | ITA     | GER     | AUT     | EUR     | NED     | FRA DNS | GBR     | SM      | CZE     | VDM     | MAL   | NC   | 0   |

## Resultats al Mundial de Superbike
(Ids. Rondes | Llegenda) (Curses en negreta indiquen pole; curses en  itàlica indiquen volta ràpida)
| Any  | Moto   | 1       | 1       | 2       | 2       | 3     | 3       | 4       | 4       | 5     | 5      | 6       | 6       | 7       | 7      | 8     | 8     | 9       | 9     | 10    | 10    | 11      | 11      | 12      | 12    | 13    | 13      | Pos. | Pts |
| Any  | Moto   | R1      | R2      | R1      | R2      | R1    | R2      | R1      | R2      | R1    | R2     | R1      | R2      | R1      | R2     | R1    | R2    | R1      | R2    | R1    | R2    | R1      | R2      | R1      | R2    | R1    | R2      | Pos. | Pts |
| ---- | ------ | ------- | ------- | ------- | ------- | ----- | ------- | ------- | ------- | ----- | ------ | ------- | ------- | ------- | ------ | ----- | ----- | ------- | ----- | ----- | ----- | ------- | ------- | ------- | ----- | ----- | ------- | ---- | --- |
| 1988 | Ducati | GBR     | GBR     | HUN     | HUN     | GER   | GER     | AUT     | AUT     | JPN   | JPN    | FRA Ret | FRA DNS | POR Ret | POR 26 | AUS   | AUS   | NZL     | NZL   |       |       |         |         |         |       |       |         | NC   | 0   |
| 1989 | Ducati | GBR Ret | GBR Ret | HUN 2   | HUN Ret | CAN 2 | CAN Ret | USA 1   | USA 1   | AUT 2 | AUT 10 | FRA 3   | FRA 2   | JPN 13  | JPN 18 | GER 1 | GER 1 | ITA Ret | ITA 1 | AUS 4 | AUS 2 | NZL Ret | NZL Ret |         |       |       |         | 3r   | 222 |
| 1990 | Ducati | SPA 1   | SPA 1   | GBR 2   | GBR 2   | HUN 2 | HUN 1   | GER Ret | GER 2   | CAN 1 | CAN 1  | USA 2   | USA 4   | AUT 8   | AUT 2  | JPN 1 | JPN 6 | FRA 1   | FRA 1 | ITA 3 | ITA 6 | MAL 4   | MAL 3   | AUS 5   | AUS 8 | NZL 2 | NZL Ret | 1r   | 391 |
| 1991 | Ducati | GBR Ret | GBR 2   | SPA Ret | SPA 3   | CAN   | CAN     | USA DNS | USA DNS | AUT 3 | AUT 3  | SMR 4   | SMR 2   | SWE Ret | SWE 3  | JPN 6 | JPN 2 | MAL 1   | MAL 1 | GER 2 | GER 1 | FRA 2   | FRA 2   | ITA 2   | ITA 1 | AUS   | AUS     | 2n   | 282 |
| 1992 | Ducati | SPA 7   | SPA 1   | GBR 1   | GBR 2   | GER 5 | GER 4   | BEL Ret | BEL 4   | SPA 2 | SPA 6  | AUT 28  | AUT 3   | ITA 1   | ITA 1  | MAL 1 | MAL 2 | JPN 5   | JPN 8 | NED 3 | NED 3 | ITA Ret | ITA 2   | AUS Ret | AUS 1 | NZL 3 | NZL 4   | 2n   | 336 |